# Traité de Varsovie (1970)
Pour les articles homonymes, voir Traité de Varsovie.
Le traité de Varsovie (en allemand : Warschauer Vertrag, en polonais Układ PRL-RFN) est un traité entre l’Allemagne de l'Ouest et la république populaire de Pologne, signé à Varsovie le 7 décembre 1970. Les signataires de ce traité ont été, pour l'Allemagne de l'Ouest, le chancelier Willy Brandt et, pour la Pologne, le président du Conseil des ministres Józef Cyrankiewicz ; la cérémonie s'est tenue au palais présidentiel polonais. Le traité a été ratifié par le Bundestag (parlement allemand) le 17 mai 1972.
Ce traité s'inscrit dans le contexte de l'Ostpolitik (« politique vers l'Est » en allemand), mise en œuvre par Willy Brandt, chancelier social-démocrate (SPD) de l'Allemagne de l'Ouest (RFA) de 1969 à 1974.
Dans le traité, les deux parties se sont engagées à la non-violence et ont accepté les frontières existantes : la ligne Oder-Neisse, imposée à l’Allemagne par les Alliés lors de la conférence de Potsdam de 1945 suivant la fin de la Seconde Guerre mondiale.
Ce sujet était considéré comme très sensible dès lors que la Pologne s'inquiétait que le gouvernement allemand pût chercher à récupérer une partie de ses anciens territoires de l’Est. Du point de vue polonais, le transfert de ces régions était considéré comme une compensation pour la perte des anciens territoires polonais situés à l'est de la ligne Curzon (« Kresy »), lesquels avaient été annexés par l’Union soviétique au début de la Seconde Guerre mondiale dès 1939, annexion confirmée en 1945.